# Marian Paluszkiewicz
Marian Paluszkiewicz (ur. 1902, zm. 24 czerwca 1983 w Poznaniu) – polski pedagog, polonista, doktor, wiceprezes Towarzystwa Miłośników Miasta Poznania.
Doktoryzował się na Uniwersytecie Poznańskim 27 lutego 1932 ze slawistyki (rozprawa Nominativus pluralis rzeczowników rodzaju męskiego w języku polskim do XVI wieku). Recenzentem pracy był prof. Henryk Ułaszyn. W latach 1928–1983 opublikował 57 prac naukowych, w tym trzy książki. Zadebiutował w 1928 pracą poświęconą metodyce wypracowań z języka polskiego. Tematyce tej poświęcał uwagę również w latach późniejszych, publikując z niej dziesięć prac i dwa podręczniki dla licealistów (Wypisy literatury staropolskiej – 1948 i Wiedza o książce – 1956).
Głównym nurtem zainteresowań była historia regionalna Polski, głównie Wielkopolski i Poznania. Interesował się m.in. językiem Przechadzek po mieście Marcelego Mottego, gwarą inteligencji poznańskiej drugiej połowy XIX wieku, zabytkami Poznania (był np. recenzentem książki Witold Dalbora o Pompeo Ferrarim). W 1938 opublikował przewodnik po poznańskiej katedrze.
Zainteresowany był również biografistyką, opracowując życiorysy takich osób jak: Hipolit Cegielski, Ignacy Kaczmarek, Franciszek Krajna, Józef Kurzeja, czy Józef Łęgowski. Był współautorem pracy Cmentarz Zasłużonych na Wzgórzu św. Wojciecha w Poznaniu (wydawnictwo zawierało liczne biografie osób tam pochowanych).
Po 1970 interesował się również dogłębnie polskimi organizacjami konspiracyjnymi w okresie zaboru pruskiego, głównie Towarzystwem Tomasza Zana.
W maszynopisach pozostawił m.in. następujące opracowania:
- Słownik członków tajnych towarzystw samokształceniowych młodzieży gimnazjalnej na terenie b. Wielkiego Księstwa Poznańskiego za czasów zaboru pruskiego do 1918 roku,
- Losy języka polskiego w gimnazjach W. Księstwa Poznańskiego,
- Geneza towarzystw samokształceniowych,
- Józef Smoliński o poznańskim Towarzystwie Tomasza Zana,
- Początki walki kulturalnej w Poznaniu w roku 1873,
- Na manowcach walki kulturalnej[1].

Prowadził też akcję otwartych wykładów w ramach Towarzystwa Miłośników Miasta Poznania (pierwszy taki wykład miał miejsce 27 września 1971 w Pałacu Działyńskich – Z dziejów poznańskich filomatów). W 1972 reprezentował TMMP na Zjeździe Filomatów w Wejherowie. W dniach 9 grudnia 1974 – 5 stycznia 1975 eksponował w Poznaniu wystawę Towarzystwo Tomasza Zana.
Był też historiografem Towarzystwa Miłośników Miasta Poznania, któremu poświęcił dwa opracowania.